# Пресказание на Голем Александър
„Пресказание на Голем Александър“ (Предсказанието на Александър Велики) е брошура посветена на Александър Велики, изготвена на базата на т. нар. Александриада. Творбата е написана на македонски диалект, но е изписана с гръцки букви. Оригиналното заглавие е Πρεσκαζανιε να Γολεμ Αλεζαντρ. Съдържанието ѝ се отнася до последните дни от живота на Александър Велики и неговите пророчества за бъдещето на Македония.

## История
През 1907 година в Солун излиза брошурата „Пресказание на Голем Александър“, като името на автора й Атанас Македонец е псевдоним на Атанасиос Сулиотис, деец на гръцката въоръжена пропаганда в Македония. Водещият мотив на памфлета е пропагандната теза, че предстои гръцко възраждане на античното величие, което ще превърне Македония отново в част от Гърция. Според повечето днешни автори датирането от 1845 г. на книжката и надписът, че е издадена във Венеция, са мистификация. Самият Сулиотис пише в спомените си: „Внимателно и тайно раздавахме на селяните пророчествата на Александър Велики, преведени на славомакедонски език. Чрез разясненията на светия монах Атанасий им припомнихме какво пише в пророчества на Александър Македонски, като помогнахме на всеки умен македонец да разбере, че Македония няма да може да се освободи без Гърция." През 1905 г. в Атина местният Елиномакедонски комитет издава изписаната по същия начин на български диалект, но с гръцки букви пропагандна брошура: „Прокламация на Елиномакедонския комитет от Атина. За нашите братя македонци“. По това време Сулиотис е член на Атинския комитет. Той пристига в Солун през 1906 година като му е възложена задача да създаде местен гръцки комитет. Комитетът е открит в същата година от Сулиотис и то целенасочено в българската махала за да шири по-лесно гръцката пропаганда. Сулиотис пише текста на гръцки, а същият е преведен на български от двама гръкомани, негови сътрудници: Йон Комботекрас и Александрос Нециос. 
Според някои северномакедонски изследователи, движени от македонистки подбуди, тази малка книжка е издадена във Венеция през 1845 г., както е отбелязано на корицата й. Написана e от свещеник от гръцката Цариградска патриаршия – йеромонах Атанас Македонец, който имал македонистко самосъзнание. Всъщност по това време започва да се разпространява идеята за античното и средновековно гръцко величие, като гръцките пропагандисти прокарват тезата за връзка на македонските славяни с древните македонци. Те внушават, че македонските славяни не са българи, а са загубили през вековете своя първичен гръцки език и култура и са се пославянчили, но е време да се върнат към корените си. Руският славист Виктор Григорович, който пътува из Македония през 1845 година, описва влиянието на този тип гръцка пропаганда сред местното население, което според него било научило наскоро, името на Александър Велики. Така в средата на 19 век в резултат на гръцкото образование в Македония, което пропагандира митичната представа за Филип и Александър, се заражда македонизмът. Трябва да се отбележи, че през 1844 год. в Белград излиза едно подобно издание: „История на Великий Александра Македонца“ в превод от гръцки на български от карловецa Христо Протопопович. Тази книга според Блаже Ристовски изиграва съществена роля за пробуждане на македонизма, но и той признава, че по това време най-масовата идентификация в региона е българската. Северномакедонският историк Димитър Льоровски все пак признава, че книгата "Пресказание на Голем Александър" е пропаганден продукт на гръцките активисти от началото на 20 век.